# Утомлённое солнце (фильм)
«Утомлённое солнце…» (кор. 봄에서 여름으로; досл. пер.: «С весны до лета», также используется название: «От весны к лету») — фильм 1988 года снятый совместно СССР и КНДР. В фильме участие Героя Советского Союза Марии Цукановой в Советско-японской войне иное, нежели в реальности.

## Сюжет
1945 год. Назревает Советско-японская война. На секретной японской базе в заброшенной шахте на территории Кореи, занятой японскими войсками, проводятся разработки и испытания бактериологического оружия, чтобы реализовать «План Сакуры» — совершить тотальную биологическую атаку на мир.
Трое советских разведчиков, среди которых юная санинструктор Маша Цуканова, вместе с северо-корейским партизаном высаживаются у контролируемого японцами прибрежного города Чхонджин. Японская контрразведка при попытке схватить партизана убивает его, начинает прочёсывать побережье, используя местных жителей в качестве живого щита. Двоих разведчиков японцы убивают, но девушку спасает молодой рыбак-кореец из местной деревни, который помогает ей обнаружить секретную японскую базу. С помощью рыбака Маша успевает доставить информацию о базе, и базу захватывает советский десант. При попытке японцев отбить базу десант погибает в неравном бою, и Маша — последняя оставшаяся в живых — ценой свой жизни взрывает заминированную базу, чтоб уничтожить её и разрушить «План Сакуры».
После войны молодой рыбак-кореец, ставший солдатом Корейской народной армии, ищет Машу и, узнав о её смерти, говорит: «Маша жива — она всегда среди нас».
Последний кадр фильма: памятник санинструктору Марии Цукановой на братской могиле советских воинов в городе Чхонджине — в боях там (13-17.08.1945) погибла Мария Цуканова в реальности.

## В ролях
- Елена Дробышева — Маша Цуканова, санинструктор
- Чхоль Ким — Ри Чохоль
- Юрий Кузнецов — капитан Кондаков, разведчик
- Алексей Булдаков — сержант Алексей Тищенко, разведчик
- Со Ген Соб — Кои
- Ким Ен Гин — Сакамото
- Ким Юн Хон — Араи
- Тыну Микивер — английский доктор-военнопленный

В эпизодах: Хван Мин, Ли Гван Хо, Анатолий Бугреев, Александр Запорожец, Василий Шлыков и другие.